# 蔡天嘉
蔡天嘉（Eden Tsai Tian Jia，1992年8月31日—），台灣台中人，生於台中縣，華語新生代男演員。2016年首次客串演出植劇場 《姜老師，妳談過戀愛嗎？》飾演學長一角，爾後參與TVBS 翻牆的記憶飾演阿坤一角，並陸續接拍廣告、MV等等，開始在演藝圈以演員身份活動，其中以2018年出演廣告傳說對決《二週年慶》主演阿偉一角，及2019年MVTheseus忒修斯樂團《凌星凝望》飾演其一同志伴侶，逐漸受到網友關注。

## 影視作品
| 年份   | 頻道       | 劇名                          | 角色                       |
| 2016年 | 台視       | 植劇場—姜老師，妳談過戀愛嗎？ | 學長                       |
| 2017年 | 台視       | 植劇場—夢裡的一千道牆         | 黑道份子                   |
| 2018年 | TVBS歡樂台 | 翻牆的記憶                    | 阿坤                       |
| 2019年 | 台視       | 你那邊怎樣·我這邊OK           | 超商店員                   |
| 2019年 | 客家電視台 | 日據時代的十種生存法則        | 汪晏駒                     |
| 2020年 | TVBS歡樂台 | 粉紅色時光                    | 游天慶                     |
| 2020年 | HBO        | 戒指流浪記                    | 小江                       |
| 2021年 | 民視       | 孟婆客棧                      | 轉世黃仁傑                 |
| 2021年 | 民視       | 日蝕遊戲                      | 大偉                       |
| 2021年 | 民視       | 黃金歲月                      | 四喜                       |
| 2022年 | 公視       | 狗仔杜賓                      | Eddy                       |
| 2022年 | 東森       | 因為你如此耀眼                | 小凱                       |
| 2024年 | 八大戲劇台 | 今夜一起為愛鼓掌              | 32.9 五腳馬來膜            |
| 2024年 | 公視       | 鹽水大飯店                    | 娓娓述說白色恐怖事蹟的受刑 |
| 2024年 | 大愛電視台 | 在光裏的人                    | 阿慶                       |

## MV作品
| 年份   | 歌手              | 歌名                  | 角色 |
| 2024年 | 曾瑋中            | 後世人                | 主演 |
| 2020年 | 徐世慧            | 讓我靠著              | 主演 |
| 2019年 | Theseus忒修斯樂團 | 凌星凝望              | 主演 |
| 2018年 | Ella＆韋禮安      | Anytime is Happy Time | 主演 |

## 相關新聞資料
- 36 主題曲專訪｜李伯軒 蔡天嘉 黃博脩 http://www.goldenmelody.net/interview/36-%E4%B8%BB%E9%A1%8C%E6%9B%B2%E5%B0%88%E8%A8%AA/ （页面存档备份，存于）

## 外部連結
- 蔡天嘉的Facebook專頁
- 蔡天嘉的Instagram帳戶